# Haquenée
Cet article possède un paronyme, voir Acné.
Une haquenée est un cheval ou plus fréquemment une jument d'allure douce, allant ordinairement l'amble, que montaient fréquemment les dames du Moyen Âge.

## Étymologie et terminologie
Le mot est attesté en français vers 1360 sous la forme actuelle haquenées (au pluriel). Le mot est mentionné encore antérieurement dans un texte latin de provenance anglaise sous la forme hakeneio ou haqueneia en 1292 et dont l'origine semble être le toponyme Hackney désignant une bourgade de la région londonienne où l'on élevait des chevaux. Il s'agit donc vraisemblablement d'un emprunt au moyen anglais,. Cependant, cette étymologie largement admise aujourd'hui, est contestée par Pierre Guiraud qui préfère y voir un déverbal de haquener, doublet de haqueter remontant au mot haquet « cheval » mais aussi « charette » antérieurement, substantif issu de haqueter, variante de hoqueter au sens de « secouer, cahoter ».
On nommait « haquenée du gobelet » le cheval (ou la jument) qui portait le linge, le pain, la confiture, les fruits, le couvert du dîner et le souper du roi dans une valise lorsque ce dernier se déplaçait dans la campagne. La "maison" du roi Louis XIII comporte un "conducteur de la hacquenée [sic] du gobelet", dont il est précisé, dans l'état du paiement des gages établi pour 1624, qu'il "entretiendra ladite hacquenée et tout l'équipage à ses dépens" (Griselle, Supplément à la maison du roi Louis XIII, Paris, 1912 p.89)

## Description
Cheval ou jument de taille petite à moyenne, la haquenée devait être facile à monter et se déplacer à l'amble. Il s'agissait du « cheval des dames par excellence ». Ces montures se déplaçaient avec légèreté et élégance, et devaient faire preuve d'une bonne vitesse au trot.

## Mentions historiques
On rapporte que le roi Jean fut vaincu et fait prisonnier, mais entra à Londres comme un vainqueur avec le prince de Galles à ses côtés sur une belle haquenée.

## Races
Dans l'est de l'Angleterre, les éleveurs sélectionnèrent un cheval métis « léger et élégant, possédant autant de brio que de bouquet » comme haquenée, et le nommèrent hackney.

## Équipement
Les selles à cornes, utilisées par les dames pour monter leurs haquenées en amazone (avec les deux jambes du même côté), furent inventées au cours du XVIe siècle, vraisemblablement pour Marie de Médicis.